# Jean André de Veron de La Borie
Jean André de Veron, baron de La Borie, seigneur de Marnhac, est un officier général et gouverneur colonial français né le 30 novembre 1733 au château de la Borie (Chenereilles) et mort le 15 avril 1789 à Sainte-Lucie.

## Biographie
Entré comme lieutenant au régiment d'Auvergne en 1748, il est promu successivement mestre de camp d'infanterie, brigadier des armées du roi et maréchal de camp. Il avait été nommé chevalier de l’ordre de Saint-Louis en 1763.
Au cours de la guerre d'indépendance américaine, il embarque avec, entre autres, le comte de Rochambeau et l'amiral-comte d'Orvilliers. Il est nommé en 1782 par le gouverneur général pour faire fonction de commandant particulier de l'île de Grenade. Dans une lettre de 1782 adressée au marquis de Castries, il fait savoir qu'il assurera la défense de l'île face à une éventuelle attaque des anglais. Il signa le procès-verbal de remise de l'île aux anglais le 6 janvier 1784, avant d’être nommé gouverneur de Sainte-Lucie la même année, colonie pour laquelle il déploya une grande activité.